# GLAY DEMOCRACY 25th "HOTEL GLAY GRAND FINALE" in SAITAMA SUPER ARENA
『GLAY DEMOCRACY 25th “HOTEL GLAY GRAND FINALE” in SAITAMA SUPER ARENA』（グレイ デモクラシー テュエンティーフィフス ホテル グレイ グランド フィナーレ インさいたまスーパーアリーナ）はGLAYが2021年6月2日にリリースしたライブDVD及びBru-rayである。

## 概要
当初は、GLAY7つの公約の1つドームツアーを5月16日ナゴヤドーム、5月30日・31日に東京ドーム、12月19日に札幌ドーム計4公演を開催するはずだったが、新型コロナウイルスの蔓延により、名古屋、東京と公演が中止になり更に札幌ドームも中止となった。
だが、2020年12月19日・20日にHOTEL GLAY GRAND FINALEがさいたまスーパーアリーナにて開催されることとなった。観客の数は1万人と制限されていたもの無事行われた。
この映像は12月20日公演のものである。

## 収録内容

### 通常盤・G-DIRECT盤共通
- ROCK ACADEMIA
- ALL STANDARD IS YOU
- MIRROR
- HIGHCOMMUNICATIONS
- 天使のわけまえ
- 流星のHowl
- May Fair
- 春を愛する人
- カーテンコール
- Into the Wild
- 月に祈る
- SHINING MAN
- everKrack
- VIVA VIVA VIVA
- Friend of mine
- lifetime
- SOUL LOVE
- ピーク果てしなく ソウル限りなく
- DOPE
- XYZ ENCORE
- 彼女の“Modern…”
- Bible
- HEROES

### 特典映像（通常盤）
■“HOTEL GLAY GRAND FINALE” in SAITAMA SUPER ARENA dialog case of GLAY Director's cut
＜TERU× 高橋辰雄 (ウドー音楽事務所)＞
＜TAKURO×塙宣之（お笑い芸人）＞
＜HISASHI×大宮エリー＞
＜JIRO×永井利光（サポートドラマー）＞

### 特典映像（G-DIRECT限定盤）
■“HOTEL GLAY GRAND FINALE” in SAITAMA SUPER ARENA dialog case of GLAY Director's cut
※G-DIRECT限定盤には、通常盤には入りきらず、泣く泣くカットした部分などを再編集したロングバージョンが収録される
■“HOTEL GLAY GRAND FINALE” in SAITAMA SUPER ARENA Rehearsal of ‘SOUL LOVE’
■Multi Angle
・everKrack
・DOPE
■Live Screen Movie
・カーテンコール
・月に祈る
■GLAY Special Live 2020 DEMOCRACY 25TH INTO THE WILD
1. ALL STANDARD IS YOU
2. 氷の翼
3. Tiny Soldier
4. a Boy～ずっと忘れない～
5. SOUL LOVE
6. HOWEVER
7. I'm in love
8. I'm loving you
9. 流星のHowl
10. Into the Wild